# Jennifer's Body
Jennifer's Body és una pel·lícula de comèdia negra i terror sobrenatural de 2009, escrita per Diablo Cody i dirigida per Karyn Kusama. La pel·lícula és protagonitzada per Megan Fox, Amanda Seyfried, Johnny Simmons, y Adam Brody. Fox interpreta a una noia de secundària posseïda per dimonis que mata als seus companys de classe, i la seva millor amiga s'esforça per detenir-la. La pel·lícula es va estrenar al Festival Internacional de Cinema de Toronto el 2009 i es va estrenar als Estats Units i el Canadà el 18 de setembre de 2009.
Treballant amb Cody de nou després dels seus esforços de col·laboració en la pel·lícula Juno, Jason Reitman va declarar que ell i els seus productors "volen fer pel·lícules inusuals". Cody va dir que volia que la pel·lícula parlés sobre l'apoderament femení i explorés les complexes relacions entre les millors amigues.
La pel·lícula va tenir una actuació deslluïda en la taquilla d'Amèrica del Nord, guanyant $2.8 milions en el seu moment d'obertura i $6.8 milions en el seu cap de setmana d'obertura, i va rebre crítiques mixtes. Mentre que les crítiques negatives se centraven en la narrativa i, específicament, la premissa de terror/comèdia per "fallar a ser prou graciosa o aterridora com per satisfer", les crítiques positives van elogiar el seu diàleg, a Megan Fox i les actuacions de suport, i la ressonància emocional.

## Trama
Jennifer Check (Megan Fox) és una animadora popular a la seva escola. Viu a la Caldera del Diable, un petit poble batejat així per tenir una cataracta del mateix nom caracteritzada per acabar en un remolí la fi del qual és desconegut. Alguns científics han llençats elements per veure si emergien en algun costat, sense cap resultat. La seva millor amiga és Needy (Amanda Seyfried), una noia insegura i intel·ligent amb qui té poc en comú.
L'endem+a, mentre els habitants del poble estan devastats per la tragèdia, Jennifer es mostra indiferent, nega el succeït a casa de Needy i li aconsella a aquesta que s'oblidi de l'assumpte. Més tard, Jennifer sedueix al capità de l'equip de futbol americà, qui plora la mort del seu amic, per després matar-lo al bosc i beure la seva sang i part dels seus òrgans. Mentrestant, els membres de Low Shoulder guanyen popularitat pels falsos rumors del seu heroisme durant la tragèdia.
Un mes després Jennifer sembla malalta i pàl·lida. Accepta sortir en una cita amb Colin, un company emo de l'escola, a qui mata i devora en una casa abandonada. Mentrestant, Needy està tenint sexe amb el seu nuvi Chip, quan percep que passa una cosa tenebrosa, així que surt ràpidament en el seu carro i gairebé atropella a Jennifer, a qui veu coberta de sang. Més tard Jennifer apareix a l'habitació de Needy, saludable com abans, i enmig de la confusió de Needy ambdues es besen. Jennifer li conta el que va ocórrer en la seva marxa amb la banda: els membres de Low Shoulder la van portar al costat de la famosa cataracta i la van apunyalar amb la intenció de lliurar a una verge en sacrifici a Satanàs, a canvi de fama i fortuna. Encara que el pacte va donar fruits als nois, en no ser verge Jennifer va ser posseïda per un dimoni. Aquesta mateixa nit, caminant retorn a casa, Jennifer es va trobar amb un estudiant d'intercanvi, qui va ser la seva primera víctima. Jennifer li confessa a més que havent dinat pot suportar qualsevol lesió sense dolor i curar instantàniament.
L'endemà, Neddy investiga i determina que Jennifer és un súcube que deu alimentar-se de persones i que l'única manera de detenir-la és matar-la amb un punyal al cor mentre no ha menjat i està afeblida. Li explica tot a Chip i li adverteix no assistir al ball escolar de graduació, aquest no la creu, llavors ella trenca amb ell per protegir-lo. Chip decideix anar al ball de totes maneres i en el camí és interceptat per Jennifer, qui el porta a una instal·lació amb piscina abandonada. Neddy la troba devorant Chip i lluita amb ella. Chip, moribund, li travessa l'estómac amb un netejador de piscina, fent que Jennifer fugi d'aquí. Chip mor davant de Needy.
Needy va a la casa de Jennifer, on, després d'un forcejament sobre el seu llit, l'apunyala al cor. La mamà de Jennifer les troba. Needy queda detinguda en una correccional, del qual escapa gràcies a la seva habilitat de volar i superforça, poders que va obtenir després que Jennifer la mossegués durant el seu forcejament. Ara Needy té set de venjança, així que aconsegueix arribar fins a l'hotel on s'allotgen Low Shoulder i els assassina a tots.

## Repartiment i personatges
- Megan Fox com Jennifer Check:

Fox va ser triada oficialment a l'octubre de 2007. Va dir que la raó per la qual va acceptar el paper va ser que li agradava el guió: "Crec que el que més em va agradar de la pel·lícula és que no es disculpa i que és completament inapropiada en tot moment"... "[Sobre el personatge] és divertit poder dir la merda que ha de dir i sortir impune i com la gent la troba encantadora". Quant a la mescla de terror i humor en la pel·lícula, va dir que confiava cegament en Diablo Cody i la direcció de Karyn Kusama per dur-lo a terme. Per preparar-se, Fox va perdre ès i es va mantenir fora del sol per a mantenir la seva pell pàl·lida.
- Amanda Seyfried com Anita "Needy" Lesnicki:

Seleccionada el febrer de 2008. Seyfried va dir que va ser un alleujament interpretar al personatge nerd oposat a Fox, ja que no va haver de preocupar-se per veure's atractiva: "Sent una protagonista (com Megan), tens aquesta estranya pressió de sentir que has de veure't atractiva […] No vull interpretar algú amb qui se suposa que tots volen tenir relacions sexuals".
- Johnny Simmons com Chip Dove.
- J. K. Simmons com Sr. Wroblewski.
- Amy Sedaris com Toni Lesnicki.
- Adam Brody com Nikolai:

Chud.com va informar que els realitzadors volien a Pete Wentz o Joel Madden, membres reals de les bandes de rock Fall Out Boy i Good Charlotte respectivament, per interpretar al vocalista masculí Nikolai Wolf. Chad Michael Murray també va ser considerat per al paper. El març de 2008 es va informar que Johnny Simmons va ser elegit com a Nikolai. No obstant això, Brody va ser triat per al paper de Nikolai i Simmons va rebre el de Chip Dove. L'actor va rebre un parell de lliçons de cant, però al final la veu cantant del personatge va ser feta per Ryan Levine, qui va interpretar a un altre membre de la banda.
- Kyle Gallner com Colin Gray.
- Cynthia Stevenson com Sra. Dove.
- Chris Pratt com l'oficial Roman Duda.
- Carrie Genzel com Sra. Check.
- Juan Riedinger com Dirk.
- Juno Ruddell com l'oficial Warzak.
- Valerie Tian com Chastity.
- Aman Johal com Ahmet d'Índia.
- Josh Emerson com Jonas Kozelle
- Lance Henriksen com el conductor vora del final de la pel·lícula.

## Producció

### Desenvolupament
Jennifer's Body és la continuació dels esforços de col·laboració entre els escriptors i productors Diablo Cody i Jason Reitman a Juno. A l'octubre de 2007, Fox Atomic va adquirir de manera preventiva els drets del guió de Cody amb Megan Fox com a protagonista. Peter Rice, que en aquest moment va supervisar Fox Searchlight i Fox Atomic, va portar el projecte quan Fox Searchlight havia distribuït prèviament la pel·lícula Juno de Cody. Dan Dubiecki, soci productor de Mason Novick i Reitman, van signar com a productors al novembre de 2007 amb plans de produir la pel·lícula sota Hard C, que es troba en Fox Searchlight. Reitman va comentar, "Volem fer pel·lícules inusuals, i tot el que fa que un gènere sigui interessant per a Dan i per a mi. a dir que ella es va unir al projecte degut al guió. "Vaig tenir la sort de llegir aquest guió en un moment en el qual els productors s'estaven reunint amb directors i simplement em va deixar fora de lloc. Era tan original, tan imaginatiu", va afirmar. "D'això es tracta aquest guió i el món és que se sent com un conte de fades convertit en psicòtic i crec que d'això és del que realment van començar la majoria dels contes de fades". A més, Cody, Reitman i Kusama sabien que la pel·lícula tindria una qualificació R a causa del llenguatge.
"Recordo haver obert el disc làser del meu pare de Nightmare on Elm Street i haver tingut els millors moments cinematogràfics de la meva infància i no puc imaginar tenir aquesta experiència amb cap altre gènere. No puc imaginar-me perillosament l'obertura d'una comèdia àmplia en el mitjà de la nit amb l'esperança que no m'atrapessin. Tinc la idea que hi ha un noi que obrirà secretament un Blu-ray de Jennifer's Body i crec que és molt emocionant per a tots nosaltres".
Al febrer de 2008, es va cessar un escriptor en Cc2k.us després que publiqués una ressenya avançada del guió de la pel·lícula. The Latino Review també va publicar una ressenya prèvia. En el moment en què Cc2k.us va rebre la seva ordre de cessament, van sorgir preguntes sobre per què es va permetre la publicació de la revisió de guions de Latino Review mentre Fox Searchlight obligava a CC2K a eliminar la seva cobertura principalment negativa. Encara que després se li va demanar a Latino Review que eliminés la seva revisió, molts altres llocs web i blogs van publicar les seves pròpies crítiques al guió.
Cody va declarar que en escriure el guió, "simultàniament estava tractant de retre homenatge a algunes de les convencions que ja hem vist amb horror, però al mateix temps, d'alguna manera posar-les a la seva oïda". Una de les seves influències del gènere de terror dels 80 va ser la pel·lícula The Lost Boys. Ella volia "honrar-ho, i al mateix temps, [ella] mai havia vist realment aquest subgènere particular fet amb noies i [ella] va tractar de fer una mica d'ambdues". Malgrat això, va dir que havia notat que "l'últim supervivent en la típica pel·lícula de terror és una dona" i que per això sent que "el terror sempre ha tingut un angle feminista d'una manera estranya i, al mateix temps, és deliciosament explotadora". Jennifer's Body va poder jugar tots dos aspectes.
Cody va dir que volia que la pel·lícula parlés sobre l'apoderament femení i explorés les complexes relacions entre els millors amics. "Karyn Kusama i jo som obertament feministes. "Vam voler subvertir el model d'horror clàssic de dones terroritzades. Vull escriure papers que serveixin a les dones. Vull contar històries des d'una perspectiva femenina. Vull crear bones parts per a actrius on no siguin només accessoris per a homes." Dirigint-se al gènere de terror "dominat per homes", Cody va dir que "una raó clau per a escriure la pel·lícula era portar a la pantalla una nova manera d'expressar la intensitat dels enllaços femenins" i que les amistats femenines adolescents que ella va experimentar eren incomparables en la seva intensitat. Ella volia mostrar l'aspecte "gairebé horrible" de tal devoció i la seva relació amb el parasitisme.
Els productors van decidir tenir la pel·lícula oberta amb la declaració "L'infern és una adolescent" per a reflectir els "horrors" de la pubertat i que "les emocions infernals sentides durant l'escola secundària sovint reapareixen quan les adolescents es transformen en dones joves". Cody va declarar: 
| « | Aquí està l'escena on Jennifer està asseguda sola posant-se maquillatge a la seva cara. Sempre vaig pensar que era una imatge tan trista. Ella és tan vulnerable. No conec a cap dona que no hagi tingut un moment asseguda enfront del mirall i pensant, 'Ajuda'm, vull ser una altra persona'. El que el fa més afectat és que [Megan Fox] és impressionant. | » |

Cody va crear la història per seguir una nit que acaba en un tràgic incendi, després de la qual cosa Jennifer és segrestada i exposada a un sacrifici que surt malament. Jennifer, ara posseïda per un dimoni i posteriorment alterada en un súcube, es llança a un sagnant rebombori en el qual devora nois, i li toca a Needy detenir-la. En una espècie d'aspecte revers de com la pubertat canvia la vida d'una noia, Jennifer ha de consumir la sang dels altres una vegada al mes o s'afebleix i es veurà senzillament normal.

## Recepció

### Resposta crítica
La pel·lícula va rebre crítiques mixtes. Rotten Tomatoes informa que el 43% dels crítics li van fer a la pel·lícula comentaris positius basats en 173 comentaris, amb una qualificació mitjana de 5.1/10. El consens del lloc web diu: «Jennifer's Bodi presenta ocasionalment un diàleg enginyós, però la premissa de terror / còmic no pot ser divertida ni atemoritzant per satisfer». A Metacritic, que assigna una qualificació normalitzada de 100 a les crítiques dels principals crítics, la pel·lícula té una puntuació mixta/mitjana de 47 basat en 29 crítiques. Les audiències enquestades per CinemaScore van donar a la pel·lícula una C en una escala d'A a F.
Roger Ebert del Chicago Sun-Times va donar tres punts sobre quatre al film dient: «Just el que estàvem esperant: Crepuscle per a nois, amb Megan Fox en el paper de Robert Pattinson […] No és art […] però per a ser una pel·lícula sobre una animadora caníbal, és millor del que hauria de ser».
Des del The New York Times es va dir: «La pel·lícula mereix -i és probable que ho aconsegueixi- ser de culte amb seguidors devots, malgrat les seves errades».
Peter Travers de Rolling Stone li va donar una puntuació de 3/4 i va publicar: «Calent, calent! […] És l'enginy en el guió de Diablo Cody (Juno) el que silenciosament t'enganxa. […] Fox exhibeix una vena còmica que Transformers mai va investigar. I Cody coneix el terror de ser adolescent».».

### Taquilla
Encara que s'esperava que la pel·lícula atragués a un número significatiu de l'audiència d'adolescents i joves, particularment homes de 17 anys o més, mentre que Cody esperava una gran participació femenina, va obtenir una "decebedora" $2.8 milions en la seva obertura del divendres i $6.8 milions el seu cap de setmana d'obertura en la taquilla d'Amèrica del Nord; la pel·lícula es va col·locar en el lloc #5, mentre que la pel·lícula animada en 3D Pluja de mandonguilles es va col·locar en el lloc #1 amb $30.1 milions. Produït amb $ 16 milions, Jennifer's Bodi va aconseguir atreure al considerable públic femení que Cody volia; 51% eren dones, amb 70% de l'audiència menors de 25 anys. S'esperava que la pel·lícula es beneficiés en certa manera de la seva escena de petons lèsbics, fortament publicitada entre Fox i Seyfried, que, a més de ser Fox en la pel·lícula, atreia i atreia amb èxit als espectadors masculins. La crítica de Jim Vejvoda a IGN va declarar que tal escena no és tan impactant com ho va ser en dècades passades i no es pot esperar que atregui significativament a una audiència. La pel·lícula va recaptar $16.204.793 a nivell nacional i $15.351.268 en vendes internacionals, per un total mundial de $31.556.061.
Els analistes i crítics de taquilla van debatre sobre el baix rendiment de la pel·lícula. L'analista Jeff Bock, d'Expositor Relations, va raonar que la pel·lícula va tenir un rendiment inferior a la taquilla a causa de dues raons; el primer, va dir, és el gènere. Bock va declarar que els estatunidencs tenen horror i comèdia, però amb la idea "d'aquestes dues coses juntes en un sol lloc, la gent de sobte es torna molt ximple".

## Banda sonora
La banda sonora de la pel·lícula va ser llançat per Fueled by Ramen el 25 d'agost de 2009, i va comptar amb la música publicada anteriorment per diverses bandes de indie rock i alternative rock com White Lies, Florence + The Machine, Silversun Pickups i Black Kids. També presenta a la banda pop punk All Time Low i al cantant de electropop Little Boots. A més, l'àlbum presenta noves cançons d'artistes de pop rock com Cobra Starship i Panic! at the Disc i la cantant principal de Paramore, Hayley Williams. El primer senzill de la banda sonora és "New Perspective" de Panic! at the Disco.
L'àlbum va rebre una qualificació de 3 de 5 de Allmusic, qui va descriure l'àlbum com "un gir lleugerament diferent, barrejant indie amb el punk, emo i metal més esperat". Mike Diver de BBC va escriure una crítica desfavorable de l'àlbum, afirmant que: "Aquest assortiment d'actes no diu res de la seva pel·lícula original, més enllà de la referència ocasional als dies d'escola i assentis amb el cap cap a una cosa desagradable que ve per aquí".
La seqüència final de la pel·lícula presenta una cançó, "Violet", de l'àlbum Live Through This de Hole. Aquest mateix àlbum també presenta una cançó titulada "Jennifer's Body". En total, la pel·lícula presenta 22 cançons, la majoria de les quals estan incloses en la banda sonora.
| 1.  | «Kiss with a Fist»                                         | Matt Allchin, Florence Welch                                                | Florence + the Machine  | 2:04 |
| 2.  | «New Perspective»                                          | John Feldmann, Brendon Urie                                                 | Panic! at the Disco     | 3:47 |
| 3.  | «Teenagers»                                                | Hayley Williams                                                             | Hayley Williams         | 2:05 |
| 4.  | «New in Town»                                              | Victoria Hesketh, Greg Kurstin                                              | Little Boots            | 3:16 |
| 5.  | «Finishing School»                                         | Chris Carrabba                                                              | Dashboard Confessional  | 3:25 |
| 6.  | «Through the Trees»                                        | Andrew Ampaya, Ryan Levine                                                  | Low Shoulder            | 5:04 |
| 7.  | «Time»                                                     | Cute Is What We Aim For, Feldmann, Shaant                                   | Cute Is What We Aim For | 3:57 |
| 8.  | «I Can See Clearly Now»                                    | Johnny Nash                                                                 | Screeching Weasel       | 2:17 |
| 9.  | «Chew Me Up and Spit Me Out»                               | Cobra Starship, Sam Hollander, Dave Katz                                    | Cobra Starship          | 3:57 |
| 10. | «Toxic Valentine»                                          | Alex Gaskarth, Jimmy Harry, Tony Kanal                                      | All Time Low            | 2:52 |
| 11. | «I'm Not Gonna Teach Your Boyfriend How to Dance with You» | Black Kids                                                                  | Black Kids              | 3:37 |
| 12. | «Death»                                                    | Jack Brown, Charles Cave, Harry McVeigh                                     | White Lies              | 5:00 |
| 13. | «Celestial Crown»                                          | JD Cronise                                                                  | The Sword               | 2:00 |
| 14. | «Little Lover's So Polite»                                 | Brian Aubert, Christopher Guanlao, Joseph Lester, Nicole Monninger          | Silversun Pickups       | 4:59 |
| 15. | «Ready for the Floor»                                      | Alexis Benjamin Taylor, Owen Clarke, Al Doyle, Joseph Goddard, Felix Martin | Lissy Trullie, Hot Chip | 4:00 |

| 16. | «Violet»                          | Hole                | 3:25 |
| 17. | «In the Flesh»                    | Low Shoulder        | 2:41 |
| 18. | «Running After Chip»              | Theodore Shapiro    | 2:29 |
| 19. | «New Perspective» (Video musical) | Panic! at the Disco | 3:47 |